# Greiveldange
Greiveldange (luxembourgeois: Greiweldeng, allemand: Greiweldingen) est une section de la commune luxembourgeoise de Stadtbredimus située dans le canton de Remich.